# Михайловский сельсовет (Уфимский район)
Михайловский сельсовет — муниципальное образование в Уфимском районе Башкортостана.
Административный центр — село Михайловка.

## История
Согласно Закону о границах, статусе и административных центрах муниципальных образований в Республике Башкортостан имеет статус сельского поселения.

## Население
| 2002  | 2009  | 2010  | 2012  | 2013  | 2014  | 2015  |
| ----- | ----- | ----- | ----- | ----- | ----- | ----- |
| 4751  | ↘4101 | ↗6234 | ↗6492 | ↗6679 | ↗7178 | ↗7630 |
| 2016  | 2017  | 2018  |       |       |       |       |
| ↗8126 | ↗8400 | ↗8964 |       |       |       |       |

## Состав сельского поселения
| № | Населённый пункт | Тип населённого пункта       | Население |
| - | ---------------- | ---------------------------- | --------- |
| 1 | Михайловка       | село, административный центр | 9905      |
| 2 | Суровка          | деревня                      | 940       |
| 3 | Вавилово         | деревня                      | 405       |
| 4 | Мударисово       | деревня                      | 352       |

## Известные жители и уроженцы
- Алымов, Алексей Михайлович (18 марта 1923 — 22 февраля 2009) — участник Великой Отечественной войны, командир отделения пулемётной роты 1255-го стрелкового полка 379-й стрелковой дивизии 3-й ударной армии 2-го Прибалтийского фронта, младший сержант, Герой Советского Союза (1945), учитель, затем директор Михайловской средний школы[15].
- Чудов, Максим Александрович (род. 12 ноября 1982) — российский биатлонист, трёхкратный чемпион мира, бронзовый призёр Олимпийских игр 2010 в Ванкувере в составе эстафеты, Заслуженный мастер спорта России[16].